# Phòng công chứng
Phòng công chứng là đơn vị sự nghiệp công lập thuộc Sở Tư pháp, có trụ sở, con dấu và tài khoản riêng. Phòng công chứng sử dụng con dấu không có hình quốc huy. Phòng công chứng được khắc và sử dụng con dấu sau khi có quyết định thành lập. Thủ tục, hồ sơ xin khắc dấu, việc quản lý, sử dụng con dấu của Phòng công chứng được thực hiện theo quy định của pháp luật về con dấu.
Phòng công chứng do Ủy ban nhân dân cấp tỉnh quyết định thành lập. Người đại diện theo pháp luật của Phòng công chứng là Trưởng phòng. Trưởng phòng công chứng phải là công chứng viên, do Chủ tịch Ủy ban nhân dân cấp tỉnh bổ nhiệm, miễn nhiệm, cách chức.

## Thành lập Phòng công chứng
- Căn cứ vào nhu cầu công chứng tại địa phương, Sở Tư pháp chủ trì phối hợp với Sở Kế hoạch và Đầu tư, Sở Tài chính, Sở Nội vụ xây dựng đề án thành lập Phòng công chứng trình Ủy ban nhân dân cấp tỉnh xem xét, quyết định. Đề án nêu rõ sự cần thiết thành lập Phòng công chứng, dự kiến về tổ chức, tên gọi, nhân sự, địa điểm đặt trụ sở, các điều kiện vật chất và kế hoạch triển khai thực hiện.
- Trong thời hạn 30 ngày kể từ ngày Ủy ban nhân dân cấp tỉnh ra quyết định thành lập Phòng công chứng, Sở Tư pháp phải đăng báo trung ương hoặc báo địa phương nơi có trụ sở của Phòng công chứng trong ba số liên tiếp về các nội dung sau đây: Tên gọi, địa chỉ trụ sở của Phòng công chứng; Số, ngày, tháng, năm ra quyết định thành lập và ngày bắt đầu hoạt động của Phòng công chứng.

## Chuyển đổi, giải thể Phòng công chứng
- Trong trường hợp không cần thiết duy trì Phòng công chứng thì Sở Tư pháp lập đề án chuyển đổi Phòng công chứng thành Văn phòng công chứng trình Ủy ban nhân dân cấp tỉnh xem xét, quyết định.
- Chính phủ quy định chi tiết việc chuyển đổi Phòng công chứng thành Văn phòng công chứng.
- Trường hợp không có khả năng chuyển đổi Phòng công chứng thành Văn phòng công chứng thì Sở Tư pháp lập đề án giải thể Phòng công chứng trình Ủy ban nhân dân cấp tỉnh xem xét, quyết định.
- Phòng công chứng chỉ được giải thể sau khi thanh toán xong các khoản nợ, làm xong thủ tục chấm dứt hợp đồng lao động đã ký với người lao động, thực hiện xong các yêu cầu công chứng đã tiếp nhận.
- Trong thời hạn 15 ngày kể từ ngày Ủy ban nhân dân cấp tỉnh ra quyết định giải thể Phòng công chứng, Sở Tư pháp phải đăng báo trung ương hoặc báo địa phương nơi có trụ sở của Phòng công chứng trong ba số liên tiếp về việc giải thể Phòng công chứng.

## Phân biệt Phòng công chứng và Văn phòng công chứng
|                     | Phòng công chứng | Văn phòng công chứng |
| ------------------- | --- | --- |
| Hình thức thành lập | - Phòng công chứng do Ủy ban nhân dân cấp tỉnh quyết định thành lập. - Phòng công chứng là đơn vị sự nghiệp công lập thuộc Sở Tư pháp, có trụ sở, con dấu và tài khoản riêng.              | - Văn phòng công chứng được tổ chức và hoạt động loại hình công ty hợp danh. - Văn phòng công chứng phải có từ hai công chứng viên hợp danh trở lên. Văn phòng công chứng không có thành viên góp vốn. |
| Người đại diện      | Người đại diện theo pháp luật của Phòng công chứng là Trưởng phòng. Trưởng phòng công chứng phải là công chứng viên, do Chủ tịch Ủy ban nhân dân cấp tỉnh bổ nhiệm, miễn nhiệm, cách chức. | Người đại diện theo pháp luật của Văn phòng công chứng là Trưởng Văn phòng. Trưởng Văn phòng công chứng phải là công chứng viên hợp danh của Văn phòng công chứng và đã hành nghề công chứng từ 02 năm trở lên. |
| Tên gọi             | Tên gọi của Phòng công chứng bao gồm cụm từ "Phòng công chứng" kèm theo số thứ tự thành lập và tên của tỉnh, thành phố trực thuộc trung ương nơi Phòng công chứng được thành lập.          | Tên gọi của Văn phòng công chứng phải bao gồm cụm từ "Văn phòng công chứng" kèm theo họ tên của Trưởng Văn phòng hoặc họ tên của một công chứng viên hợp danh khác của Văn phòng công chứng do các công chứng viên hợp danh thỏa thuận, không được trùng hoặc gây nhầm lẫn với tên của tổ chức hành nghề công chứng khác, không được vi phạm truyền thống lịch sử, văn hóa, đạo đức và thuần phong mỹ tục của dân tộc. |
| CSPL                | Điều 19 và Điều 20 Luật Công chứng 2014 | Điều 22 và Điều 23 Luật Công chứng 2014 |